# Historia de bitcoin

Número de transacciones bitcoin por mes (escala logarítmica)

Bitcoin (BTC) es una criptomoneda que utiliza la criptografía para controlar su creación y gestión de forma descentralizada. Su creador usó el alias de Satoshi Nakamoto para introducir esta tecnología, asentando muchas de las ideas existentes de la comunidad cypherpunk al lanzar la red bitcoin y sus correspondientes fichas nativas, los bitcoins.

## Antecedentes
Desde la década de 1970, la utilización de firmas digitales basadas en criptografía de clave pública ha facilitado la verificabilidad y proporcionado protección de la privacidad.
Aunque hasta su invención lo común para participar en operaciones de comercio electrónico era acudir a plataformas de entidades centralizadas basadas en confianza, antes del lanzamiento de bitcoin ya existían algunas tecnologías de efectivo electrónico con emisor centralizado basadas en los protocolos e-cash de David Chaum y Stefan Brands.
Para 1997 Adam Back había desarrollado hashcash, un sistema de prueba de trabajo para el control de spam.
Las primeras propuestas para la creación de escasez digital con el fin de acuñar dinero aparecieron con el «b-money» de Wei Dai en 1998, el cual propone una solución descentralizada al problema de pagos electrónicos, y el «Bit Gold»  de Nick Szabo en 2005, el cual definía un mecanismo de control de la inflación basado en el mercado.
Hal Finney desarrolló pruebas reutilizables de trabajo (RPOW) utilizando hashcash como algoritmo de prueba de trabajo.
Nick Szabo también se dedicó a investigar otras áreas que permitían alcanzar ese objetivo, como un registro de activos tolerantes a fallos bizantinos para almacenar y transferir las soluciones encadenadas de las pruebas de trabajo.

## 2008

### Propuesta
El 1 de noviembre de 2008 un mensaje es enviado a la lista de correo sobre criptografía de metzdowd.com firmado con el alias Satoshi Nakamoto y titulado «Bitcoin P2P e-cash paper».
En este mensaje describe «un nuevo sistema de efectivo electrónico» llamado Bitcoin «que es totalmente peer-to-peer y que no está basado en terceros de confianza», además, se hace referencia a un documento técnico titulado «Bitcoin: un sistema de efectivo electrónico peer-to-peer», el cual estaba y permanece disponible en la dirección web http://www.bitcoin.org/bitcoin.pdf, y en el que se explicaba el funcionamiento del protocolo propuesto.

## 2009

### Lanzamiento
El 3 de enero de 2009 entra en funcionamiento la primera red peer-to-peer basada en dicho protocolo (también bajo el nombre de «Bitcoin») luego de la puesta en marcha del primer software de código abierto para correr nodos de la moneda, lo cual supuso también la creación de los primeros bitcoins y el inicio de la minería de la misma. El primer bloque de bitcoin (conocido como el bloque de génesis) es minado por el propio Satoshi Nakamoto.
El 9 de enero de 2009 se lanza el primer cliente de software de código abierto para correr nodos de la moneda a través de la plataforma SourceForge.

### Adopción
El programador Hal Finney es una de las primeras personas en adoptar, apoyar y contribuir a Bitcoin, además, descargó el software Bitcoin el día en que fue lanzado, y recibió 10 bitcoins de Nakamoto, lo cual fue también la primera transacción bitcoin del mundo. Otros de los primeros adoptantes fueron Wei Dai, creador de b-money, y Nick Szabo, creador de Bit Gold, ambos predecesores de Bitcoin.
Las primeras transacciones de la moneda tuvieron lugar entre individuos en el foro Bitcointalk, con una notable transacción de 10 mil bitcoins usados para comprar indirectamente dos pizzas entregadas por Papa John's.

### Otros acontecimientos relevantes
En los primeros días, se estima que Nakamoto minó un millón de bitcoins.

## 2010
Antes de desaparecer, Nakamoto entregó las riendas del proyecto y las llaves del repositorio original a Gavin Andresen, quien luego se convirtió en el desarrollador líder de la Fundación Bitcoin.
El 6 de agosto de 2010, se detectó una vulnerabilidad importante en el protocolo Bitcoin. Las transacciones no se verificaban adecuadamente antes de ser incluidas en la cadena de bloques, lo que permitía eludir las restricciones económicas de Bitcoin y crear un número indefinido de bitcoins. El 15 de agosto, la vulnerabilidad fue explotada: se generaron más de 184 mil millones de bitcoins en una transacción y se enviaron a dos direcciones en la red. En cuestión de horas, la transacción se detectó y fue reversada. Posteriormente, la red se bifurcó a una versión actualizada del protocolo Bitcoin. Este se considera el único fallo de seguridad importante encontrado y explotado en la historia de Bitcoin.

## 2011

### Adopción
El 20 de enero de 2011 la Electronic Frontier Foundation, una asociación sin ánimo de lucro, comienza a aceptar bitcoins. Luego dejó de aceptarlos temporalmente, en junio de 2011 citando preocupaciones sobre la falta de precedentes legales sobre los nuevos sistemas monetarios,  y comenzó de nuevo en mayo de 2013. El 23 de febrero del mismo año Freenet también comienza a hacerlo, al igual que la Free Software Foundation el 5 de mayo.
El 14 de junio de 2011 Wikileaks comenzó a aceptar bitcoins tras el bloqueo orquestado por los procesadores de pago electrónico Visa, MasterCard y PayPal.

### Otros acontecimientos relevantes
Comienzan a surgir otros proyectos de código abierto de criptomonedas alternativos a bitcoin basados en inspirados en sus características.
El 22 de marzo de 2011, WeUseCoins publicó el primer vídeo viral, que ha tenido más de 7,2 millones de visitas.
En septiembre de 2011 Vitalik Buterin cofundó Bitcoin Magazine.
El 23 de diciembre de 2011, Douglas Feigelson de BitBills presentó una solicitud de patente para «Creación y uso de divisas digitales» ante la Oficina de Patentes y Marcas de los Estados Unidos. La acción fue posteriormente impugnada por basarse en una técnica preexistente en junio de 2013.

## 2012

### Adopción
En octubre de 2012, BitPay informó que más de 1000 comerciantes aceptaban bitcoins bajo su servicio de procesamiento de pagos. En noviembre de 2012, WordPress había comenzado a aceptar bitcoins.

### Otros acontecimientos relevantes
En enero de 2012, Bitcoin ocupa el rol principal en el episodio «Bitcoin for Dummies» de la tercera temporada de la serie de temática legal de la CBS The Good Wife. Jim Cramer, el presentador de Mad Money de la CNBC, aparece en una escena del juicio, donde testifica que no considera a bitcoin una moneda real, diciendo que «no hay un banco central para regularlo, es digital y funciona completamente entre iguales».
En septiembre de 2012 se creó la Fundación Bitcoin, una organización sin ánimo de lucro, a semejanza de la Apache Software Foundation o la Linux Foundation, para «acelerar el crecimiento global de bitcoin a través de la estandarización, protección y promoción del protocolo de código abierto» y mantenerlo fiel a sus principios fundamentales: una economía que no dependa de la política, abierta e independiente. Sus fundadores fueron Gavin Andresen, Jon Matonis, Patrick Murck, Charlie Shrem y Peter Vessenes.

## 2013

### Adopción
En febrero de 2013, el procesador de pagos Coinbase, informó que vendía un millón de dólares en bitcoins en un solo mes a un precio de más de 22 dólares por bitcoin.
El 21 de febrero de 2013 Internet Archive anunció que estaba preparado para aceptar donaciones en bitcoins y que tenía la intención de dar a sus empleados la opción de recibir parte de sus salarios en bitcoins.
El 17 de mayo de 2013, se informó que BitInstant procesó aproximadamente el 30 por ciento de los bitcoins de entrada y salida, y que durante el mes de abril había tramitado 30 000 transacciones,
Dos compañías, Robocoin y Bitcoiniacs lanzaron el primer cajero bitcoin del mundo el 29 de octubre de 2013 en Vancouver, BC, Canadá, permitiendo que los clientes vendan o compren la moneda bitcoin en una cafetería del centro.
El gigante chino de Internet Baidu había permitido que los clientes de servicios de seguridad de sitios web pagaran con bitcoins.
En noviembre de 2013, la Universidad de Nicosia anunció que aceptaría bitcoins como pago de las tasas de matrícula, con el director financiero de la universidad llamándolo «el oro de mañana».
En diciembre de 2013, la empresa Overstock.com  anunció sus planes para aceptar bitcoins durante la segunda mitad de 2014.

### Controversias
En marzo, la cadena de bloques se bifurcó temporalmente en dos cadenas independientes con reglas diferentes de consenso. Durante seis horas funcionaron dos redes Bitcoin al mismo tiempo, cada una con su propia versión del historial de transacciones. Los desarrolladores del cliente de referencia solicitaron la suspensión temporal de las transacciones, lo que provocó fuertes ventas. La situación volvió a la normalidad cuando la mayoría de la red regresó a la versión 0.7 del software Bitcoin. La casa de intercambios Mt. Gox interrumpió brevemente los depósitos bitcoin y el tipo de cambio se redujo brevemente un 23%, a 37 dólares, durante el incidente antes de recuperarse al nivel anterior de aproximadamente 48 dólares en las horas siguientes. En los Estados Unidos, la FinCEN estableció pautas regulatorias para «monedas virtuales descentralizadas» como bitcoin, instando a los mineros de bitcoins estadounidenses que los venden a registrarse como Money Service Businesses o MSBs, pudiendo estar sujetos a registros y otras obligaciones legales.
En abril, los procesadores de pagos BitInstant y Mt. Gox experimentaron retrasos en el procesamiento de peticiones debido a la saturación de sus sistemas, lo que provocó que el tipo de cambio del bitcoin cayera de los 266 dólares a los 76 dólares, para regresar seis horas después a los 160 dólares. Bitcoin ganó un mayor reconocimiento cuando servicios como OkCupid y Foodler comenzaron a aceptarlo para pagos.
El 15 de mayo de 2013 las autoridades estadounidenses incautaron cuentas asociadas con Mt. Gox tras descubrir que no se había registrado como transmisor de dinero ante la Red de Control de Crímenes Financieros (FinCEN) en los Estados Unidos.
El 23 de junio de 2013, se informó que la Administración de Control de Drogas de los Estados Unidos había incautado 11,02 bitcoins según una notificación de decomiso del Departamento de Justicia de los Estados Unidos de conformidad con 21 U.S.C. § 881. Era la primera vez que un organismo gubernamental había afirmado haber confiscado bitcoins.
En julio de 2013, se inició un proyecto en Kenia que vinculaba a Bitcoin con M-Pesa, un popular sistema de pagos móviles, en un experimento diseñado para impulsar pagos innovadores en África. Durante el mismo mes, el Departamento de Administración y Política de Cambios en Tailandia declaró que Bitcoin carecía de cualquier marco legal y sería por lo tanto ilegal, lo que efectivamente prohibió el comercio en bitcoins en los intercambios en el país. Según Vitalik Buterin, escritor de Bitcoin Magazine, «el destino de bitcoin en Tailandia puede dar a la moneda electrónica más credibilidad en algunos círculos», pero le preocupa que no sea un buen augurio para el bitcoin en China.
En octubre de 2013, el FBI incautó unos 26 mil bitcoins del mercado negro en línea Silk Road (en el que se podían comerciar drogas ilegales con la criptomoneda) tras la detención de Ross Ulbricht. El precio de la moneda cayó más de 25%.
El 5 de diciembre de 2013, el Banco Popular de China prohibió a las instituciones financieras chinas utilizar bitcoins  bajo el supuesto de que «son bienes virtuales que no tienen estatus legal o equivalente monetario y no deben usarse como moneda». Después del anuncio, el precio del bitcoin cayó, y Baidu dejó de aceptar bitcoins para ciertos servicios. La compra de bienes del mundo real con cualquier moneda virtual ha sido ilegal en China desde al menos 2009.

### Otros acontecimientos relevantes
El 16 de abril de 2013 la Financial Crimes Enforcement Network (FinCEN), una agencia del Departamento del Tesoro de los Estados Unidos, requirió que las plataformas de intercambio que facilitan el comercio de bitcoin por moneda nacional cumplan las regulaciones contra el lavado de dinero. Esto implica registrar la información personal de sus clientes de la misma forma que lo hacen las instituciones financieras tradicionales. Según esta misma agencia los usuarios de bitcoin están fuera de la jurisdicción de la FinCEN y no necesitan registrarse ni mantener contabilidad de sus actividades para esta agencia. El 6 de agosto de 2013, el juez federal Amos Mazzant, del Distrito Oriental de Texas del Quinto Circuito, dictaminó que los bitcoins eran «una moneda o una forma de dinero» y como tales estaban sujetos a la jurisdicción del juzgado.

It is clear that Bitcoin can be used as money. It can be used to purchase goods or services, and as Shavers stated, used to pay for individual living expenses (...) However, it can also be exchanged for conventional currencies, such as the U.S. dollar, Euro, Yen, and Yuan. Therefore, Bitcoin is a currency or form of money, and investors wishing to invest in BTCST provided an investment of money.
Es claro que Bitcoin puede ser usado como dinero. Puede ser usado para comprar bienes y servicios, y como afirma Shavers, pueden ser usados para pagar por gastos individuales (...) Sin embargo, también pueden ser intercambiados por monedas convencionales, como el dólar de los Estados Unidos, el euro, el yen y el yuan. Por tanto, Bitcoin es una moneda o una forma de dinero, y los inversores deseosos en invertir en BTCST hicieron una invesión con dinero.
Amos Mazzant, juez federal de los Estados Unidos

El 16 de agosto de 2013 el ministerio de finanzas de Alemania clasificó a bitcoin como «forma de "dinero privado" que se puede usar como medio de pago en círculos multilaterales de liquidación» pero no como dinero electrónico o moneda funcional.
Durante noviembre de 2013, la casa de intercambio de bitcoins con sede en China BTC China superó a Mt. Gox, con sede en Japón, y a Bitstamp, con sede en Europa, para convertirse en la mayor casa de intercambio de bitcoins por volumen.
El 27 de noviembre de 2013, Bitcóin superó por primera vez el umbral de los 1.000 dólares, lo que supuso un incremento de 4.000% de su precio desde inicios de año. Este hecho fue posible, en parte, debido al análisis y a la respuesta ofrecida por el Senado de los Estados Unidos, el cual reconoció casos de uso lícitos para las criptomonedas y que ellas ya «tienen el potencial para promover un comercio global más eficiente.»
En diciembre de 2013 la empresa de capital riesgo Andreessen Horowitz anunció que había invertido un total de 25 millones de dólares en el procesador de pagos Coinbase
Ese mismo mes Li Ka-Shing entró a formar parte del accionariado de Bitpay a través de Horizons Ventures.

## 2014

### Adopción
En enero de 2014, Zynga anunció que estaba probando la compra con bitcoins de productos en siete de sus juegos. Ese mismo mes, el casino The D Las Vegas y el Golden Gate Hotel & Casino en el centro de Las Vegas anunciaron que también empezarían a aceptar bitcoins, según un artículo de USA Today. El artículo también indicaba que la moneda sería aceptada en cinco lugares, incluyendo la recepción y ciertos restaurantes. TigerDirect y Overstock.com comenzaron a aceptar bitcoins.
El 18 de junio de 2014, se anunció que el proveedor de servicios de pago BitPay se convertiría en el nuevo patrocinador del St. Petersburg Bowl bajo un acuerdo de dos años, rebautizado como el Bitcoin St. Petersburg Bowl. Se debía aceptar bitcoins para las ventas de entradas, y el propio contrato de patrocinio también se pagó con bitcoins.
En julio de 2014 Newegg y Dell comenzaron a aceptar bitcoins.
El 30 de julio de 2014 la Fundación Wikimedia comienza a aceptar donaciones en bitcoins.
El 21 de noviembre de 2014 la Fundación Mozilla comienza a aceptar donaciones en bitcoins.
En diciembre de 2014, Microsoft comenzó a aceptar bitcoins para comprar juegos de Xbox y aplicaciones de Windows.

### Controversias
A principios de febrero de 2014, una de las mayores casas de intercambios de bitcoin, Mt. Gox, suspendió las retiradas de dinero citando cuestiones técnicas. Al final del mes, Mt. Gox se declaró en quiebra en Japón con alegaciones de que se habían robado 744 000 bitcoins. Meses antes de la bancarrota, la popularidad de Mt. Gox había disminuido a medida que los usuarios experimentaban dificultades para retirar fondos. Tras el colapso, la presidenta de la Reserva Federal, Janet Yellen, informó que Bitcoin es una innovación que se encuentra al margen del sistema bancario y que por tanto no estaba autorizada para regularlo.

### Otros acontecimientos relevantes
En enero de 2014 la potencia de minado de bitcoin superó los 10 petahashes/segundo.
El 29 de marzo de 2014 la Superintendencia Financiera de Colombia  publicó una circular en la cual se advierte sobre los riesgos implicados en las operaciones realizadas con monedas virtuales como el bitcoin, y recuerda que las entidades vigiladas por la Superintendencia no están autorizadas para custodiar, invertir ni intermediar con estos instrumentos ya que el Bitcoin no se considera un activo que tenga equivalencia con la moneda legal de curso en Colombia. Sin embargo, esto no constituye una prohibición para que los ciudadanos empleen y efectúen intercambios con esta moneda, aunque la circular es clara al especificar que la responsabilidad de conocer y asumir los riesgos relativos al uso de la misma corresponde totalmente a las personas.
En junio de 2014 la potencia de minería superó los 100 petahashes/segundo.
En julio de 2014 Suecia solicitó a la Unión Europea una resolución preliminar para determinar si debe aplicarse IVA a Bitcoin y a las criptomonedas.
En septiembre de 2014, TeraExchange LLC, lanzó una petición de registro en la CFTC para comenzar a cotizar un producto de swap en el OTC basado en el precio de un bitcoin.

## 2015

### Adopción
En enero de 2015, Coinbase recaudó 75 millones de dólares como parte de una ronda de financiación de la Serie C, rompiendo el récord anterior para una compañía de Bitcoin.
A partir de agosto de 2015, se estima que 160 000 comerciantes aceptan pagos en bitcoins. Barclays anunció que se convertiría en el primer banco comercial británico en comenzar a aceptar bitcoins, con un plan para facilitar a los usuarios a hacer donaciones caritativas usando la criptografía fuera de sus sistemas, y posteriormente se asociaron en abril de 2016 con la startup de pagos por móvil Circle Internet Financial.

### Controversias
En enero de 2015, tras menos de un año después del colapso del Mt. Gox, la casa de intercambio Bitstamp, anunció que paralizaría temporalmente el servicio mientras investigaban un ataque informático que resultó en el robo de su cartera caliente con unos 19 000 bitcoins, equivalentes a aproximadamente 5 millones de dólares en ese momento. La casa de intercambio permaneció sin conexión durante varios días en medio de especulaciones sobre la posibilidad de que los clientes hubieran perdido sus fondos. Bitstamp reanudó sus operaciones el 9 de enero tras aumentar las medidas de seguridad y asegurando a los clientes que sus saldos de cuenta no se verían afectados.

### Otros acontecimientos relevantes
En marzo de 2015, la empresa 21 Inc anunció que había recaudado 116 millones de dólares en financiación de capital riesgo, la mayor cantidad para cualquier empresa relacionada con la moneda digital.
En marzo de 2015, el gobierno del Reino Unido hizo públicos los beneficios y riesgos de las monedas digitales, así como los pasos necesarios para asentar una posición oficial respecto a su uso.
El 30 de marzo de 2015 en España se determinó que la venta de bitcoines está exenta del IVA.
El 2 de octubre de 2015, se presentó una propuesta al Consorcio Unicode para agregar un punto de código para el símbolo del bitcoin.
El 22 de octubre de 2015, el Tribunal de Justicia de la Unión Europea (TJUE), declaró la compraventa de bitcoins exenta del pago de IVA, equiparando así su comercio al de otros mercados de divisas.
A finales de 2015, el bitcoin aumentó su valor un 97%, superando los 490 dólares estadounidenses. En noviembre de ese mismo año el Financial Times publicó un estudio en el que concluía que esa rápida tasa de crecimiento estaba asociada a la popularidad de las redes socio-financieras MMM del empresario ruso Serguéi Mavrodi.

## 2016

### Adopción
En marzo de 2016 Bidorbuy, el mayor mercado en línea de Sudáfrica, lanzó pagos en bitcoins tanto para compradores como para vendedores.
En abril de 2016, Steam comenzó a aceptar bitcoins como medio de pago para videojuegos y otros contenidos multimedia.
En julio de 2016 Uber comenzó a aceptar bitcoins en Argentina después de que el gobierno bloqueara su acceso a las compañías de tarjetas de crédito.
En septiembre de 2016, el número de cajeros automáticos bitcoin se había duplicado durante los 18 meses anteriores hasta alcanzar los 771 en todo el mundo.
En noviembre de 2016, los Ferrocarriles Federales Suizos actualizaron todas sus máquinas automáticas de venta para poder comprar billetes de tren con bitcoins desde el teléfono móvil.

### Controversias
En agosto de 2016, una importante casa de intercambio de bitcoins, Bitfinex, fue hackeada y se robaron cerca de 120 000 BTC, al cambio, unos 60 millones de dólares.

### Otros acontecimientos relevantes
En enero de 2016, la potencia de minería superó 1 exahash/segundo.
El 4 de marzo de 2016, el Gabinete de Japón reconoció que las monedas virtuales como el bitcoin tienen una función similar al dinero real.
En julio de 2016, varios investigadores publicaron un documento que demostraba que en noviembre de 2013 el comercio bitcoin ya no estaba impulsado por actividades clandestinas, sino por empresas legales.
El número de artículos publicados en Google Scholar mencionando a Bitcoin creció de 83 USD en 2009, a 424 USD en 2012 y a 3.580 USD en 2016. Además, la revista Ledger publicó su primer número.

## 2017

### Adopción
En enero de 2017, NHK informó que el número de tiendas en línea que aceptaban bitcoins en Japón había aumentado 4,6 veces en el último año.
En abril de 2017 Japón aprobó una ley para aceptar bitcoins como un método de pago legal, Rusia anuncia que legalizará el uso de criptomonedas como el bitcoin, y el banco en línea más grande de Noruega, Skandiabanken, integra cuentas bitcoin.
En marzo de 2017, el número de proyectos GitHub relacionados con Bitcoin pasó de 10 000.
Durante el período de seis meses que finalizó en marzo de 2017, la casa de intercambios mexicana Bitso registró un aumento del volumen de operaciones del 1.500%. Entre enero y mayo de 2017, Poloniex registró un aumento de más del 600% de operadores activos en línea y procesó regularmente un 640% más de transacciones.
El 20 de junio de 2017, el estándar Unicode añadió en su versión 1.0 el punto de código U+20BF (₿) en el bloque Symbols de monedas como representación del símbolo de bitcoin.

### Controversias
El 25 de febrero de 2017, tras un largo conflicto dentro de la comunidad Bitcoin en torno a las propuestas de escalado del sistema, un colaborador seudónimo llamado Shaolin Fry propuso ejecutar una polémica bifurcación de tipo UASF para obligar a los mineros a señalizar apoyo a SegWit en la red Bitcoin y más tarde publicó los detalles bautizándolo como BIP148. El planteamiento de BIP148 implicaba que, una vez activado el 1 de agosto de 2017, los nodos con ese software comenzarían a orfanar los bloques que no incluyeran una señalización en apoyo a la activación de SegWit, interviniendo así en el proceso de votación minera que determinaría la activación de la característica, lo cual sus críticos señalaron como un gesto de censura y autoritarismo. Algunos desarrolladores como Gregory Maxwell, fueron críticos con la característica indicando que podría ocasionar el desperdició de recursos y la división de la cadena afectando la seguridad de la blockchain. 

This BIP will be active between midnight August 1st 2017 (epoch time 1501545600) and midnight November 15th 2017 (epoch time 1510704000) if the existing segwit deployment is not locked-in or activated before epoch time 1501545600. This BIP will cease to be active when segwit is locked-in. 

While this BIP is active, all blocks must set the nVersion header top 3 bits to 001 together with bit field (1<<1) (according to the existing segwit deployment). Blocks that do not signal as required will be rejected.
Shaolin Fry

El 23 de mayo de 2017 un grupo considerable de empresas identificadas como el Digital Currency Group (no confundir con la Digital Currency Initiative del Laboratorio de medios de comunicación del MIT) publicaron un acuerdo llamado Bitcoin Scaling Agreement at Consensus 2017 (posteriormente conocido simplemente como Acuerdo de Nueva York o NYA) en apoyo a SegWit2Mb (más tarde conocida simplemente como SegWit2x), una propuesta que ofrecía la activaciónd de SegWit y el aumento posterior del tamaño de los bloques a 2 MB por medio de una bifurcación dura en los próximos seis meses (alrededor del 23 de mayo de 2017).
El 19 de junio de 2017 la propuesta de SegWit2x contaba con un apoyo de al menos 79,9% del poder minero, sin embargo la misma fue controvertida debido a que el desarrollo del proyecto estaba limitado a un grupo cerrado de desarrolladores.
En junio de 2017, el debate en torno a SegWit se complicó aún más con afirmaciones de que podría violar patentes presentadas ante la USIPO.
El 1 de agosto de 2017 se ejecutó una división planificada de la red Bitcoin (BCT) que bifurcó la cadena de bloques generando una nueva criptomoneda denominada Bitcoin Cash (BCH) basada en el mismo protocolo pero con algunos cambios (por ejemplo, el límite máximo del tamaño de los bloques pasaría de 1 a 8 MB –y posteriormente a 32 MB–). El bloque 478558 es el último bloque que es idéntico en el registro de transacciones de las dos monedas. A partir del momento de la división ambas redes funcionarían de forma independiente. Todos los usuarios que tenían bitcoins (BTC) en el momento de la separación luego de la división tenían idénticas cantidades en BTC y BCH.

### Otros acontecimientos relevantes
En enero de 2017 Stephen Pair, CEO de BitPay, declaró que el número de transacciones de la compañía se había multiplicado por tres de enero de 2016 a febrero de 2017, y explicó que el uso del bitcoin estaba creciendo en los pagos B2B.
En la primera mitad de 2017, el precio de un bitcoin superó por primera vez el precio de una onza de oro, para después romper su máximo histórico, llegando a 1.402,03 dólares el 1 de mayo de 2017, y a más de 1.800 dólares el 11 de mayo de 2017.
El 4 de septiembre de 2017 el Banco Popular de China prohibió que las empresas del país colocasen criptomonedas como método para financiarse, la noticia provocó una fuerte bajada de su cotización.
El 20 de septiembre de 2017 la UNSW Business School, la Critical Blockchain Research Initiative (CBRI) y el Centre for Aerospace & Security Studies (CASS) publicaron un documento titulado «Assessing the Differences in Bitcoin & Other Cryptocurrency Legality Across National Jurisdictions» en el que hacen un estudio comparado del tratamiento legal de bitcoin en diferentes países.
En diciembre de 2017 el precio de Bitcoin alcanzó un nuevo máximo histórico de 19.798,68 USD, incentivado por la especulación de los Futuros de CME y CBOE en el exchange de Binance.

## 2018
Durante 2018 el precio de bitcoins entró en un ciclo de caída y rebote, encontrando un soporte en los 6.000 USD (con un mínimo de 5.750 USD el 24 de junio). De ello resultaron nuevas especulaciones sobre la aprobación de las CFEs y las negativas de la SEC, siendo el 23 de octubre de ese año la fecha límite para aprobarlas o rechazarlas.
El 12 de enero de 2018, tras los rumores de que Corea del Sur se estaba preparando para prohibir el mercado de las criptomonedas, el precio del bitcoin cayó un 12%.
El 18 de enero de 2018 Blockstream lanzó un sistema de procesamiento de pagos en línea para minoristas llamado "Lightning Charge". 
El 26 de enero de 2018 Coincheck, el mercado de criptomonedas más grande de Japón fue hackeado. Se robaron 530 millones. Fue la pérdida más grande por un robo en Japón, lo que causó que Coincheck suspendiera el mercado indefinidamente.
El 7 de marzo de 2018, algunas claves API de Binance fueron usadas para efectuar transacciones irregulares
El 15 de marzo de 2018, Lightning Labs lanzó la primera versión beta de «Lightning Daemon» (LND) compatible con la red principal de bitcoin.
El 28 de marzo de 2018, ACINQ lanzó la primera versión beta de la cartera para Lightning Network «eclair» compatible con la red principal de bitcoin.
El 15 de noviembre de 2018, el valor de mercado del Bitcoin cayó por debajo de los 100 mil millones de dólares por primera vez desde octubre de 2017, y el precio del Bitcoin cayó hasta los 5,500 dólares.
A finales de 2018, Facebook, Google y Twitter prohibieron anuncios de ICOs y criptomonedas, aunque luego flexibilizarían sus políticas.

## 2020
El 5 de junio el valor de bitcoin es de 9620.5 $USD.
En el segundo semestre triplica su valor para acabar en torno a los 30.000 $USD.

## 2021
Tras una corrección del 25% en su precio debido a las gran subida acumulada, en febrero siguió su escalada para romper todos los registros anteriores y pasar los 60.000 $USD en marzo. Tras un verano de fuerte corrección, volvió a batir máximos históricos y acercarse a los 69.000 $USD.

## 2022
Los acontecimientos macroeconómicos, el propio ciclo de Bitcoin y el interés de grandes instituciones en ambos sentidos marcan el primer semestre bajista. A pesar del aumento de carteras poseedoras de Bitcoin y de la mayor aceptación, el mercado sufre una sana corrección tras un año de fuerte expectación.

## Anexos
- Anexo:Historial de precios de bitcoin
- Anexo:Caída del precio de bitcoin de 2018
- Anexo:Integración de bitcoin con el sistema financiero tradicional
- Anexo:Problema de escalabilidad de bitcoin